# Ambasada Stanów Zjednoczonych w Duszanbe
Ambasada Stanów Zjednoczonych w Duszanbe (ang. The Embassy of the United States in Dushanbe, tadż. Сафорати ИМА дар Душанбе) – misja dyplomatyczna Stanów Zjednoczonych Ameryki w Republice Tadżykistanu.

## Historia
Stany Zjednoczone uznały niepodległość Tadżykistanu 25 grudnia 1991, za prezydentury George'a H.W. Busha. 19 lutego 1992 oba państwa nawiązały stosunki dyplomatyczne. Ambasada Stanów Zjednoczonych w Duszanbe została otwarta 13 marca 1992. Jej pierwszą siedzibą był hotel Avesto. W październiku 1992 na kilka miesięcy ambasada zawiesiła działalność z powodu wojny domowej w Tadżykistanie.
W 1998, gdy z powodu zamachów bombowych na ambasady Stanów Zjednoczonych w Afryce, Departament Stanu podniósł standardy bezpieczeństwa dla swoich placówek, dotychczasowa siedziba ambasady została zamknięta, a większość personelu amerykańskiego przeniosło się do kazachskiego Ałmaty. Ambasada w Duszanbe działała w ograniczonym zakresie na terenie rezydencji ambasadora. Obsługę konsularną na terytorium Tadżykistanu zapewniał Konsulat Generalny Stanów Zjednoczonych w Ałmaty. W 2003 przystąpiono do budowy nowej siedziby ambasady.
Sytuacja unormowała się 28 czerwca 2006, gdy oddano do użytku nowy budynek ambasady. Został on złożony z modułów wyprodukowanych w Stanach Zjednoczonych. 1 sierpnia 2006 przy ambasadzie rozpoczął działalność amerykański konsulat.

## Szefowie misji
jeżeli nie zaznaczono inaczej w randzie ambasadora
- Edmund McWilliams (1992) chargé d’affaires
- Stanley T. Escudero (1992 - 1995) do 1993 chargé d’affaires, następnie ambasador
- R. Grant Smith (1995 - 1998)
- Robert Patrick John Finn (1998 - 2001)
- Franklin Pierce Huddle, Jr. (2001 - 2003)
- Richard E. Hoagland (2003 - 2006)
- Tracey Ann Jacobson (2006 - 2009)
- Kenneth E. Gross Jr. (2009 - 2012)
- Susan M. Elliott (2012 - 2015)
- Elisabeth Millard (2016 - 2017)
- John M. Pommersheim (2019 - nadal)[3]